# فريكروم

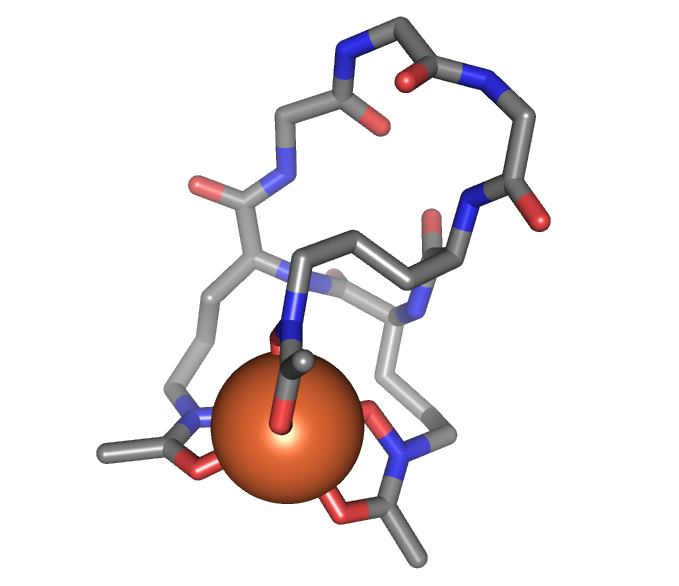
تمثيل لبنية معقد فريكروم مع الحديد

فريكروم (Ferrichrome) هو ببتيد حلقي سداسي، قادر على تشكيل معقد تناسقي مع ذرات الحديد. يصنف الفريكروم ضمن مجموعة المركبات المعروفة باسم حاملات الحديد، ويتألف من ثلاث وحدات من الغلايسين، وثلاث وحدات أخرى من بقايا الأورنيثين المحوّر بمجموعات من الهيدروكسامات ([-N(OH)C(=O)C-]). تقوم ذرات الأكسجين في مجموعات الهيدروكسامات المذكورة بالارتباط مع ذرات الحديد الثلاثي في معقد ثماني التناسق.
عُزل الفريكروم أول مرة سنة 1952، وعثر على أنه يُنتَج من أنواع من الفطريات مثل الرشاشيات والسواديات والمكنسيات؛ مع مرور الوقت برزت أهمية هذا المركب وغيره من حاملات الحديد، بقيامها بدور مهم في امتصاص الحديد من الوسط المحيط ونقله إلى باقي الكائنات الحية.